# Kevin Pamphile
Kevin Serge Pamphile (Miami, 27 novembre 1990) è un giocatore di football americano statunitense che gioca nel ruolo di offensive tackle per i Tennessee Titans della National Football League (NFL). Fu scelto nel corso del quinto giro (149º assoluto) del Draft NFL 2014 dai Tampa Bay Buccaneers. Al college giocò a football alla Purdue University.

## Carriera professionistica

### Tampa Bay Buccaneers
Benwikere fu scelto nel corso del quinto giro del Draft 2014 dai Tampa Bay Buccaneers. Debuttò come professionista subentrando nella settimana 9 contro i Cleveland Browns e chiuse la sua prima stagione con sette presenze, di cui due come titolare.

### Tennessee Titans
Nel 2018 Pamphile firmò con i Tennessee Titans.

## Statistiche
| Partite totali      | 7 |
| Partite da titolare | 2 |

Statistiche aggiornate alla stagione 2014